# Nord bei Nordwest – Die letzte Fähre
Nord bei Nordwest – Die letzte Fähre ist ein deutscher Fernsehfilm aus dem Jahr 2023. Es handelt sich um die vierundzwanzigste Folge der ARD-Kriminalfilmreihe Nord bei Nordwest mit Hinnerk Schönemann, Jana Klinge und Marleen Lohse in den Hauptrollen. Regie führte Judith Kennel nach einem Drehbuch von Niels Holle.

## Handlung
Dorfpolizist Hauke Jacobs wird bei einer misslungenen Festnahme von dem geflohenen Straftäter Wigald Tomke angeschossen. Nur einen Augenblick später schreckt er in seinem Bett hoch und glaubt zunächst, er habe die Verletzung nur geträumt. Doch etwas stimmt nicht, Schwanitz steht auf dem Kopf: Dorfpolizistin Hannah Wagner arbeitet als Tierärztin und tut Hauke gegenüber so, als hätte sie nie etwas anderes getan, während Tierärztin Jule Christiansen uniformiert in der Polizeiwache auf Hauke wartet. Der Lübecker Forensiker Martin Puttkammer leitet die Pension Ahab, Ellen Bleckmann führt die Geschäfte von Mehmet Ösker, der wiederum Bine Pufals Kollege im Schwanitzer Bestattungsunternehmen ist. Es ist schließlich Haukes alter und eigentlich längst verstorbener Chef Simon Rost, der Hauke die Situation erklärt: Hauke liegt eigentlich im Koma und ist in einer Zwischenwelt gelandet. Und er ist nicht alleine dort, der von Hannah bei der Festnahme angeschossene Wigald Tomke ist ebenfalls da. Und nur einer von beiden wird in die reale Welt zurückkehren können, der andere muss mit der Fähre ins Jenseits fahren. Was Hauke genau tun muss, um sein Leben zu retten, bleibt vorerst ein Geheimnis.
Nachdem Tomke in der Zwischenwelt sowohl Bleckmann als auch Puttkammer ermordet hat, kann Hauke einen Anschlag auf Hannah Wagner in letzter Sekunde verhindern. Im Zwiegespräch mit Jule Christiansen kommt er anschließend dahinter, was Tomke von seinem ebenfalls längst verstorbenen Kompagnon Bert Eilert aufgetragen wurde: Tomke muss bis Punkt zwölf Uhr des Folgetages jeden in der Zwischenwelt ermorden, der Erinnerungen an Hauke hat. Denn erst, wenn alle mit Erinnerungen an Hauke tot sind, ist auch er wirklich gestorben, und Tomke darf statt seiner in die echte Welt zurückkehren. 
Da Hauke Hannah und Jule seine Situation nicht erklären kann, bringt er sie mit einer Lüge dazu, ihm bei der Jagd auf Tomke zu helfen. Gemeinsam stellen sie ihm eine Falle auf der Wahlparty von Mehmet Ösker, der in der Zwischenwelt anstelle von Ellen Bleckmann als Bürgermeister kandidiert. Doch der Plan schlägt fehl. Tomke gelingt es, Hannah Wagner, Mehmet Ösker, Bine Pufal und Michael Töteberg zu vergiften. Pufal und Töteberg sterben vor Ort, Hannah und Mehmet kommen ins Krankenhaus. Doch auch sie sind längst dem Tode geweiht, wie Hauke von Rost erfährt. Es scheint, als wäre Jule Christiansen die Letzte, die Tomke noch umbringen muss. Hauke zieht sich mit ihr deswegen unter einem Vorwand auf sein Boot zurück. Dort gesteht er ihr im Angesicht des nahenden Todes seine Liebe und verbringt eine Nacht mit ihr.  
Am nächsten Morgen erfährt Jule telefonisch vom Tod von Hannah und Mehmet und bemerkt, dass Hauke davon bereits wusste. Sie fühlt sich von ihm hintergangen. Hauke kann nicht verhindern, dass sie aufgebracht nach draußen stürmt, wo sie von Tomke erschossen wird. Hauke bettet Jules Leichnam auf einem Boot zur Ruhe und begibt sich zum Ableger der Fähre. Rost erwartet ihn dort und offenbart ihm eine Überraschung: Jule ist nicht die Letzte mit Erinnerungen an Hauke, sondern Haukes Hund Holly, den Tomke vergeblich zu vergiften versucht hat.
Tomke rast im gleichen Moment mit seinem Wagen heran und versucht, Holly zu erschießen. Es gelingt ihm jedoch nicht, ehe die Uhr zwölf schlägt, und er muss statt Hauke die Fähre ins Jenseits nehmen. Hauke kehrt in die echte Welt zurück und wacht ohne Erinnerungen an die Zwischenwelt aus seinem Koma auf. Tomke hingegen ist gestorben. 

## Hintergrund
Nord bei Nordwest – Die letzte Fähre wurde vom 14. April bis zum 15. Mai 2023 in Travemünde mitsamt der Halbinsel Priwall, auf der Insel Fehmarn sowie in Hamburg und Umgebung gedreht.

## Rezeption

### Einschaltquote
Die Erstausstrahlung von Nord bei Nordwest – Die letzte Fähre am 18. Januar 2024 im Ersten erreichte 8,04 Millionen Zuschauer und damit einen Marktanteil von 28,3 Prozent.

### Kritik
Rainer Tittelbach von tittelbach.tv nannte die Folge in seiner Rezension ein „wunderbares 'Dazwischen'-Werk, das das herkömmliche Krimi-Reihen-TV mit den modernen Formen des Erzählens versöhnt.“ Er fügte hinzu, der Film sei ein bizarrer Totentanz. Allerdings sei er dabei ungleich leichter zugänglich und auch die Wechselbäder der Gefühle und Tonlagen besser goutierbar als die philosophischen Tukur-"Tatort"-Experimente. „Die letzte Fähre“ sei kein Kopfkino, sondern wirke direkt, unmittelbar, emotional.
Tilmann P. Gangloff schrieb auf evangelisch.de, „Die letzte Fähre“ sei Niels Holles neuntes und mit Abstand originellstes Drehbuch für die Küstenkrimis, denn er habe die Welt des Helden kühn auf den Kopf gestellt. Der Regisseurin Judith Kennel sei eine geschickte Balance aus Krimi und Komödie gelungen, die selbst den tragischen Momenten eine unerwartete Leichtigkeit verleihe.
Auf stern.de urteilt Carsten Heidböhmer, mit „Die letzte Fähre“ begebe sich die Krimireihe auf die Spur bekannter Hollywood-Werke. „Tatsächlich stand nicht 'Und täglich grüßt das Murmeltier' Pate, sondern die in den Nuller Jahren [sic!] populären Filme nach den Drehbüchern von Charlie Kaufman. Filme wie 'Being John Malkovich', 'Adaption' oder 'Vergiss mein nicht!', in denen die Grenze zwischen Realität und Traumwelt verschwimmt.“ Zwar erreiche "Die letzte Fähre" nicht die Klasse und Gedankentiefe dieser Vorbilder. Doch im Rahmen eines Prime-Time-Krimis sei das keine geringe Leistung.
Das Fernsehmagazin TV Spielfilm schrieb, der Film sei ein total verrücktes Verwirrspiel und ein Highlight der Reihe. „Wie Macher und Darsteller die 'neue Wirklichkeit' lustvoll ausspielen, ist gespickt mit einer Vielzahl herrlich schräger Ideen und macht richtig Laune!“